# Алфонс Дорфнер
Алфонс Дорфнер (Лембах им Милкрајс, 27. јануар 1911 — Линц, 22. јануар 1982) бивши је аустријски кајакаш који се такмичио на Олимпијским играма 1936. у Берлину. Веслао је у пару са својим земљаком Адолфом Кајнцом.

## Спортска биографија
Пекар Алфонс Дорфнер је желео да постане боксер. Али када се упознао са Адолфом Кајнцом и са кајакашким спортом, почео је тренирати.
Кроз неке успехе у међународним регатама, Дорфнер и Кајнц обезбедили квалификацију за одлазак на Летње олимпијске игре 1936. које су се одржале у Берлину. Такмичили су се у две дисциплине класичног кајака двоседа (К-2) на 1.000 и 10.000 метара. Више успеха имали су у краћој дисциплини К2 -1.000 м освојивши златну медаљу постали су први олимпијски победници у тој дисциплини, јер се кајак и кану први пут били у званичном програму олимпијских игара.
У другој дисциплини са склопивим кајаком Ф-2 10.000 м
заузели су 4 место.
Његова каријера је прекинута због Другог светског рата. Касније је наставио обуку, али 1948. тешко повређен.
У његовом родном граду име улице Дорфнер у непосредној близини његове куће. Осим тога, његова златна медаља и друге награде изложене су Музеју локалне историје у Лембаху.